# La Dulce
La Dulce is een plaats in het Argentijnse bestuurlijke gebied Necochea in de provincie Buenos Aires. De plaats telt 1.978 inwoners.